# Doubs (rzeka)
Doubs – rzeka we Francji oraz Szwajcarii o długości 430 km oraz powierzchni dorzecza 7500 km². 
Źródła rzeki znajdują się w górach Jura, a uchodzi ona do rzeki Saony.
Większe miasta nad rzeką to: 
- Besançon,
- Verdun-sur-le-Doubs,
- Pontarlier.

Główne dopływy rzeki to:
- Loue,
- Dessoubre.

Rzeka Doubs jest wykorzystywana do żeglugi, a także do produkcji energii elektrycznej.